# Okno (algorytmy)
Okno – wycinek (najczęściej o ustalonym rozmiarze) strumienia danych wejściowych, który jest dostępny dla algorytmu w danym kroku iteracji. Okno "przesuwa się" nad strumieniem danych, prezentując tylko ich fragment - wczytane wcześniej dane, które nie mieszczą się już w oknie, nie będą już użyte w kolejnych krokach algorytmu.
W algorytmach polegających na wyszukiwaniu pewnego łańcucha znaków (tekstu) w innym tekście, może to oznaczać wycinek tekstu, który jest brany pod uwagę. Jeśli tekst wyszukiwany oznaczy się jako x, a tekst w którym się szuka iksa oznaczy y, to okno będzie tu miało wielkość równą długości x i w kolejnych iteracjach algorytmu będzie przesuwane o pewną odległość (w najprostszym wypadku o jeden znak).